# Elitismo

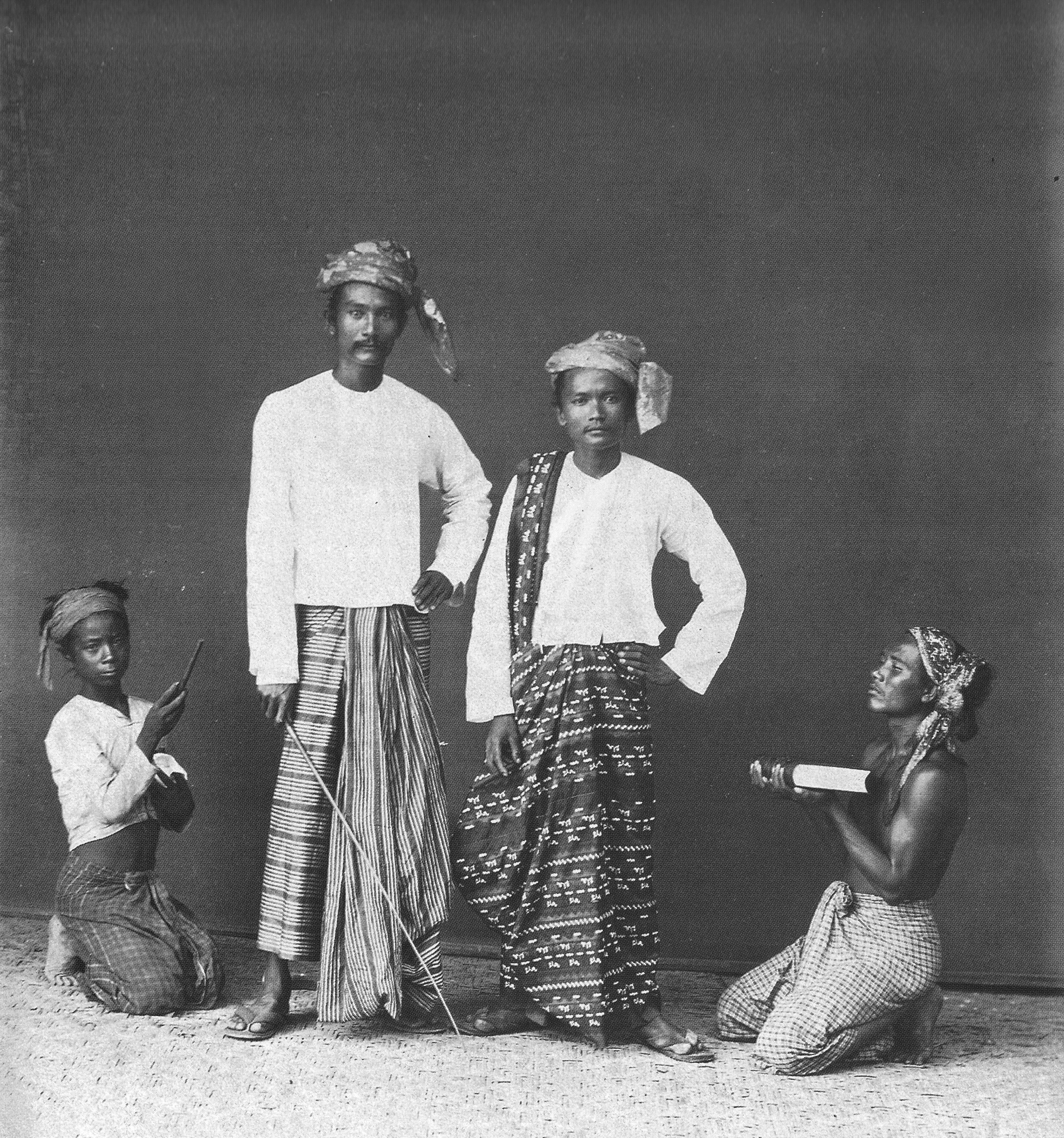
Nobles birmanos junto a sus sirvientes

El elitismo es la creencia de que los miembros de la élite —definida como una minoría de personas que poseen cualidades selectas como riqueza, poder, conocimientos, inteligencia, experiencia o talento— merecen mayor influencia y autoridad que el resto de la población. En este sentido, el elitismo se aproxima a la idea de la aristocracia (del griego ἀριστοκρατία, aristokratíā, «el gobierno los mejores»).
El término elitista se utiliza en un sentido peyorativo, para referirse a situaciones en las que poder político está concentrado en un número reducido de personas y la élite goza de privilegios negados al resto de la población. Algunas ideas opuestas al elitismo son el igualitarismo, el antiintelectualismo, el populismo o la teoría del pluralismo político.
El concepto de elite está relacionado con el clasismo o la percepción de la clase social. En las sociedades occidentales modernas (sociedad industrial, sociedad postindustrial) generalmente se distinguen la clase alta, la clase media y la clase baja. En la sociedad preindustrial el estatus social dependía en mayor medida de los privilegios estamentales.
El elitismo se basa en una visión monista y maniquea de la sociedad en la que la elite es superior moral, cultural e intelectualmente al «pueblo», que es considerado peligroso, deshonesto y vulgar.
El término a menudo se utiliza disyuntivamente para describir una actitud generalizada de arrogancia o rechazo (dandismo) respecto a la opinión pública en general. La meritocracia, un tipo especial de elitismo, normalmente no tiene estas connotaciones.

## Comparativas

### Elitismo vs. Igualitarismo
El elitismo se puede interpretar como una forma de apoyar la exclusión de las masas respecto a las posiciones de privilegio y poder. En consecuencia muchos populistas buscan la igualdad social en el igualitarismo, el populismo, el socialismo o el comunismo. Pueden apoyar así mismo la acción afirmativa (discriminación positiva), la seguridad social, los impuestos al lujo e incrementar los impuestos para los miembros más ricos de la sociedad. Este tipo de medidas intentarían reducir la distancia entre la élite y aquellos que no lo son. La palabra elitista proviene de elite y esta a su vez tiene su origen en el francés.

### Elitismo vs. Pluralismo
Pluralismo es la creencia en que las decisiones respecto políticas públicas deberían ser (o descriptivamente así son) el resultado de la lucha de fuerzas ejercidas por las masas (trabajadores, consumidores, retirados, padres, etc.) directamente o indirectamente en el proceso de toma de decisiones políticas. En términos más generales, es un sistema o una creencia que tolera y respeta todas las opiniones, posiciones y tendencias de una sociedad, de modo que todos tienen la posibilidad de expresar su diferencia. Esto se contrapone con el elitismo, pues desde el elitismo se cree que las decisiones deberían ser (o así son) resultado de los intereses o ideas de las élites.